# Точискі-Середні
Точискі-Середні (пол. Toczyski Średnie) — село в Польщі, у гміні Яблонна-Ляцька Соколовського повіту Мазовецького воєводства.
Населення — 83 особи (2011).
У 1975-1998 роках село належало до Седлецького воєводства.

## Демографія
Демографічна структура станом на 31 березня 2011 року:
|          | Загалом | Допрацездатний вік | Працездатний вік | Постпрацездатний вік |
| -------- | ------- | ------------------ | ---------------- | -------------------- |
| Чоловіки | 41      | 11                 | 24               | 6                    |
| Жінки    | 42      | 9                  | 18               | 15                   |
| Разом    | 83      | 20                 | 42               | 21                   |